# Hellmut von Leipzig
Hellmut von Leipzig (Keetmanshoop, África del Sudoeste, 18 de julio de 1921-Windhoek,  Namibia, 24 de octubre de 2016) fue un oficial (Leutnant) de la división Brandeburgo de la Wehrmacht durante Segunda Guerra Mundial. Recibió la Cruz de Caballero de la Cruz de Hierro de la Alemania nazi. Después de la guerra, Leipzig se involucró en roles de liderazgo en la comunidad de habla alemana en Namibia.

## Biografía
Leipzig nació en el África del Sudoeste (actual Namibia), hijo de un oficial de la marina. En 1941, se ofreció como voluntario para el Afrika Korps. Se convirtió en conductor del Generalfeldmarschall Erwin Rommel, a quien Leipzig describe como "el pasajero más loco de todos los tiempos", porque siempre decía "¡Más rápido!" y cuando se encontraba con un campo minado enemigo, insistía en ir y guiar personalmente a Leipzig alrededor de las minas. Leipzig luchó en la "Batalla de Berlín", se convirtió en prisionero de guerra en 1945 y pasó 10 años en cautiverio soviético.
Más tarde residió en Namibia, donde fundó el Consejo Cultural Alemán, la organización más grande de la comunidad de habla alemana en Namibia. Presidió la organización de 1986 a 1997. También fue miembro de la junta de la Asociación de Sociedades Escolares Alemanas en Namibia. Leipzig murió en Namibia en octubre de 2016 en la edad de 95.

## Condecoraciones
- Cruz de Caballero de la Cruz de Hierro el 28 de abril de 1945 como Leutnant de las Reservas y Zugführer (jefe de pelotón) en el Panzer-Aufklärungs-Abteilung "Brandenburg"[5]
- Orden de San Juan (Bailiwick de Brandenburg)[3]